# کونوایچی
کونوایچی (به ژاپنی: くノ一 Kunoichi)، در دوره فئودالی ژاپن، نینجای زن بود که به عنوان قاتل، جاسوس و پیام رسان استفاده می‌شد. آموزش کونوایچی با آموزش به نینجای مرد تفاوت داشت. اگرچه آنها یک مهارت مشترک داشتند، اما در ورزش‌های رزمی مانند تایجوتسو و نینجوتسو تمایل این بود که مهارت‌های سنتی زن در اولویت قرار گیرد.